# Xampinyó
El xampinyó (Agaricus bisporus var. albidus) és una espècie de fong de la família de les agaricàcies (Agaricaceae). És el bolet comestible més conreat a Occident. Es tracta d'un rubiol del grup dels terrerols, de l'ordre dels agaricals. És un comestible excel·lent, que fins i tot pot menjar-se cru. És molt mal·leable.

## Característiques
Té el capell carnós, bombat i blanquinós, de cama curta, amb anell membranós i d'olor agradable.
A la superfície del capell presenta unes rugositats. Les làmines de sota el capell solen ser d'un color marronós grisenc.
Al bosc el xampinyó es pot confondre sovint amb el xampinyó silvestre; la diferència és que el silvestre és més gran que no pas el cultivat. El xampinyó silvestre és comestible, i per a molta gent és de gust millor que el xampinyó comú.
Es reprodueix asexualment per espores genèticament idèntiques al seu progenitor, que apareixen en l'extrem d'unes hifes especials, o bé sexualment, per un altre tipus d'espores (basidiòspores), genèticament diferents del progenitor i diferents entre si.